# Surveyor 7
Surveyor 7 byla umělá sonda, vyslaná agenturou NASA na Měsíc v roce 1968. V katalogu COSPAR dostala označení 1968-001A.

## Úkol mise
Družice měla za úkol měkce přistát na povrchu Měsíce a pořídit odtud fotografie. Byla družicí, předstupněm programu Apollo, při němž mají astronauti z USA vstoupit na Měsíc a doplňovala souběžné bezpilotní lety programů Lunar Orbiter, Lunar Explorer, Ranger, zčásti i Pioneer.

## Základní údaje
Sonda vážila 1491 kg, část určená k přistání 306 kg. Měla mj. brzdící motor, vlastní pohonné hmoty, dvojici radarů, tři řídící trysky, snímací fotografickou aparaturu a mechanickou lopatku.

## Průběh mise

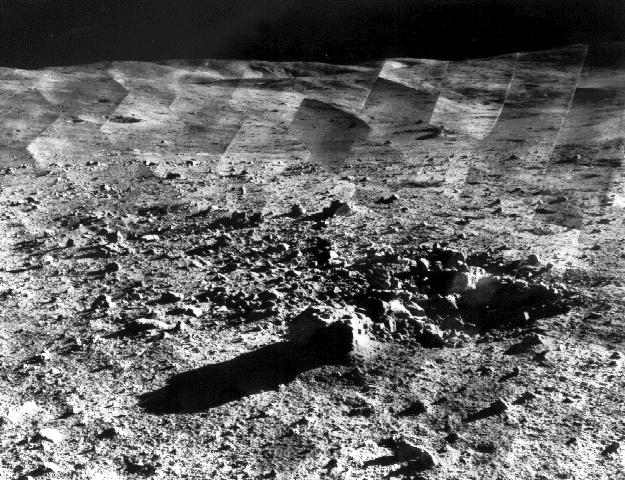
Panorama kráteru Tycho pořízené během mise Surveyor 7

Raketa Atlas Centaur D se sondou Surveyor odstartovala z mysu Canaveral na Floridě 7. ledna 1968. Den poté byly provedeny dvě korekce dráhy. Celý přistávací manévr proběhl bez komplikací podle plánu, takže sonda přistála měkce 10. ledna v oblasti vzdálené 20 km od kráteru Tycho.
Už 41 minut po přistání započala sonda s pořizováním snímků okolí. Až dva dny poté se podařilo uvolnit chemický analyzátor horniny pomocí mechanické lopatky. Dne 19. ledna se podařilo získat TV snímky zachycující laserové impulsy vyslané dvěma americkými družicemi. Celkem sonda získala 21 274 snímků, vyryla 7 brázd a provedla chemickou analýzu tří míst.
Dne 21. února 1968 sonda svou činnost ukončila a zároveň byl úspěšně ukončen celý program Surveyor.